# Bagan, Qinghai
Bagan (kinesiska: 巴干, 巴干乡) är en socken i Kina. Den ligger i provinsen Qinghai, i den nordvästra delen av landet, omkring 560 kilometer sydväst om provinshuvudstaden Xining. Antalet invånare är 4 076. Befolkningen består av 1 865 kvinnor och 2 211 män. Barn under 15 år utgör 33 %, vuxna 15-64 år 62 %, och äldre över 65 år 4,0 %.
Trakten runt Bagan är nära nog obefolkad, med mindre än två invånare per kvadratkilometer. Det finns inga andra samhällen i närheten. Trakten runt Bagan består i huvudsak av gräsmarker.
Genomsnittlig årsnederbörd är 710 millimeter. Den regnigaste månaden är juli, med i genomsnitt 170 mm nederbörd, och den torraste är november, med 4 mm nederbörd.